# Битка при Манцикерт (1054)
Обсадата на Манцикерт е стратегическа дефанзивна победа на военните сили на Византийската империя срещу войските на селджукския султан Тогрул бей. Битката е част от продължилия близо три века военен конфликт между Източната римска империя и селджукските турски държави. Успехът на византийците е нетраен, тъй като именно при Манцикерт 17 години по-късно те губят от същите противници, което поставя началото на края на Империята и е формален повод за Кръстоносните походи.